# Léfkis (dème)
Léfkis (grec moderne : Λεύκης) est un ancien dème devenu district municipal, à la suite du programme Kallikratis de 2010,  du dème de Sitía, district régional de Lassíthi, en Crète (Grèce).
Selon le recensement de la Grèce de 2011, la population de Léfkis compte 1 697 habitants. Le siège du dème était le village de Zíros. Le dème avait une superficie de 152,303 km2.